# Misteciko, Brusîliv
Misteciko (în ucraineană Містечко) este localitatea de reședință a comunei Misteciko din raionul Brusîliv, regiunea Jîtomîr, Ucraina.

## Demografie
Componența lingvistică a localității Misteciko
     Ucraineană (98,55%)
     Rusă (1,45%)
Conform recensământului din 2001, majoritatea populației localității Misteciko era vorbitoare de ucraineană (98,55%), existând în minoritate și vorbitori de rusă (1,45%).